# Réseau France Billet
 (août 2018).
Si vous disposez d'ouvrages ou d'articles de référence ou si vous connaissez des sites web de qualité traitant du thème abordé ici, merci de compléter l'article en donnant les références utiles à sa vérifiabilité et en les liant à la section « Notes et références ».
France Billet est une entreprise de vente de billets de spectacles, d'événements sportifs, et de loisirs.

## Histoire
Créé en mai 1994, le réseau est devenu en 1998 une filiale commune de la Fnac et de Carrefour, à la suite d'un accord de partenariat entre la Fnac SA, actionnaire à hauteur de 55 %, et Carrefour SA.
En 2009, le groupe Fnac est devenu actionnaire à 100 % de France Billet.
En 2019, Fnac Darty prend le contrôle de la filiale française de CTS Eventim.
En 2021, Carrefour quitte le réseau France Billet.

## Réseau de distribution
Le réseau est constitué de :
- 881 points de vente physiques :
  - les magasins Fnac
  - les hypermarchés Géant
  - les magasins U
  - les magasins Intermarché
  - les magasins Le Printemps
  - Le Bon Marché
  - des offices du tourisme (Saint-Étienne, Marseille, Aix-en-Provence…)

- 2 magasins virtuels :
  - FnacSpectacles.com
  - FranceBillet.com

- un plateau téléphonique